# Opip
Dodir ili opip je složeni skup više osjetila od kojih neka imaju posebne živčane završetke u koži, mišićima i drugdje, a reagiraju na raznolike podražaje i prenose primljene dojmove mozgu da ih dalje preradi. Osim što predstavlja svojevrsnu dopunu vidu, okusu i mirisu, često se na njega oslanjamo da provjerimo istinitost onoga što ti osjeti sugeriraju, a može i nadomjestiti neki drugi osjet (npr. Brailleovo pismo koje slijepima omogućava čitanje dodirom prstiju.).
Osjetni organi za dodir su rasprostranjeni po čitavom tijelu. Dodir je osjetljiv kako na promjenu temperature, tako i na bol. Također nam daje i osjećaj prostora. Osim toga djeluje kao sustav ranog upozorenja ljudskom tijelu – osjet topline i boli često govori našem mozgu da nam je tijelo u opasnosti prije nego što smo je svjesni, pa će tijelo odmah reagirati kako bi se zaštitilo. Npr., brzo ćemo maknuti ruku s vruće površine da se ne opečemo.
Mnoga su istraživanja pokušala otkriti kako osjet dodira djeluje, otkrilo se da svaki živčani završetak ima vlastito receptivno polje – područje kože koje se podražuje kako bi se djelovalo na taj živac. Obavijesti o dodiru putuju od osjetnih završetaka, preko živčanih vlakana, somatskih živaca do središnjeg živčanog sustava. Receptorska polja razlikuju se u stupnju osjetljivosti i ovise o koncentraciji živčanih završetaka u različitim dijelovima kože

## Temperaturni osjeti
Osjetna područja za toplo i hladno su međusobno povezana ali i odvojena osjetna područja za registraciju promjena u temperaturi okoline. Dodir objekta dovodi do osjeta temperature, a da li ćemo osjetiti toplo ili hladno ovisi o temperaturi podražaja, i u manjoj mjeri o temperaturi kože. 
Osjeti za temperaturu su relativni: kada je temperatura našeg tijela normalna možemo percipirati kožu druge osobe kao toplo, no kada imamo povišenu temperaturu koža druge osobe može nam se učiniti hladnom. 
U koži postoje dvije vrste termičkih receptora: za toplo i za hladno. Receptori za hladno su smješteni bliže površini, a za toplo nešto dublje u koži. Receptori za toplo se aktiviraju pri povećanju temperature kože - kada kožna temperatura postane veća od 30°C (osobito djeluju pri temperaturi od 39-40°C), a za hladno pri smanjenju temperature – kada je temperatura kože manja od normalne (36°C), pri 25-27°C.
No, ako u isto vrijeme podražimo i tople i hladne receptore osjetit ćemo samo toplinu. Ako se temperatura kože povisi iznad 44°C ili snizi ispod 17°C aktiviraju se receptori za bol.

## Bol
Bol je složeni doživljaj koji uključuje brojne komponente, a nastaje kod svakog podražaja kad prijeđe izvjesnu granicu intenziteta. Podražaju koji izazivaju bol nazivaju se nociceptivni podražaji, a receptori na koje ti podražaji djeluju nociceptori. Najjednostavnija reakcija na bolni podražaj je refleks povlačenja. Bol se često nastoji suzbiti analgeticima.
Razne vrste boli su: akutna (kratkotrajna, izaziva promjene u vegetativnom živčanom sustavu, funkcija joj je zaštita od ozljeda),kronična (degenerativni proces u organizmu), površinska, dubinska, oštra, mukla i dr.
Rezultati eksperimentalnih psiholoških istraživanja pokazali su da tolerancija na bol ovisi o crtama ličnosti ispitanika. Kasnija istraživanja su pokazala da je bol moguće smanjiti, kada se aktivnost ispitanika usmjeri na njemu zanimljive sadržaje. Za ispitivanje boli u laboratorijskim uvjetima koriste se najčešće termalni i električni podražaji. Ispitivanje boli predstavlja važan medicinski problem, osnivaju se posebni centri za izučavanje i tretman boli.